# Quaranta-nou
El quaranta-nou (49, XLIX o 四十九 segons el sistema de numeració emprat) és un nombre imparell que segueix el quaranta-vuit i precedeix el cinquanta. És un nombre natural, quadrat del nombre set.
Ocurrències del 49:
- és el nombre atòmic de l'Indi
- els anys 49, 49 aC i 1949
- el prefix telefònic d'Alemanya
- La subhasta del Lot 49 és una coneguda novel·la de Thomas Pynchon
- És un nombre de Proth.